# 宣仁親王妃喜久子
宣仁親王妃 喜久子（のぶひとしんのうひ きくこ、1911年〈明治44年〉12月26日 - 2004年〈平成16年〉12月18日）は、日本の皇族。元華族。高松宮宣仁親王の妃。 旧名、徳川 喜久子（とくがわ きくこ）。徳川慶久公爵令嬢。母は有栖川宮威仁親王の第2王女・實枝子女王。身位は親王妃。お印は初めが亀（かめ）、結婚後は撫子（なでしこ）。

## 生涯

### 生い立ち
1912年（明治45年）4月12日、両親に連れられ舞子別邸（兵庫県）で静養中の祖父有栖川宮威仁親王の元を訪れると、威仁親王は当時唯一の孫である喜久子を「喜久女、喜久女」と呼び可愛がったため、慰子妃の勧めで、夫妻はそのまま喜久子を舞子別邸に預けて帰京した。
1913年（大正2年）6月22日、病状が重篤となった威仁親王の元に宮内大臣渡辺千秋伯爵が派遣され、大正天皇第3皇男子の宣仁親王（当時8歳）に「高松宮」の称号を与えて有栖川宮家の祭祀を継承させる内諭が伝達された。威仁親王は翌7月10日に薨去し、国葬が執り行われた。祖父の死をまだ理解できない喜久子が折り紙の鶴を折ったり、棺の中の祖父に会いたいとせがむ姿は、人々の涙を誘った。
こうして有栖川宮の祭祀を継承する宣仁親王の妃として、有栖川宮の血を受け継ぐ喜久子が擬された。喜久子自身も、後年、著書の中で2歳当時に結婚が決まったとしている。

### 高松宮妃として

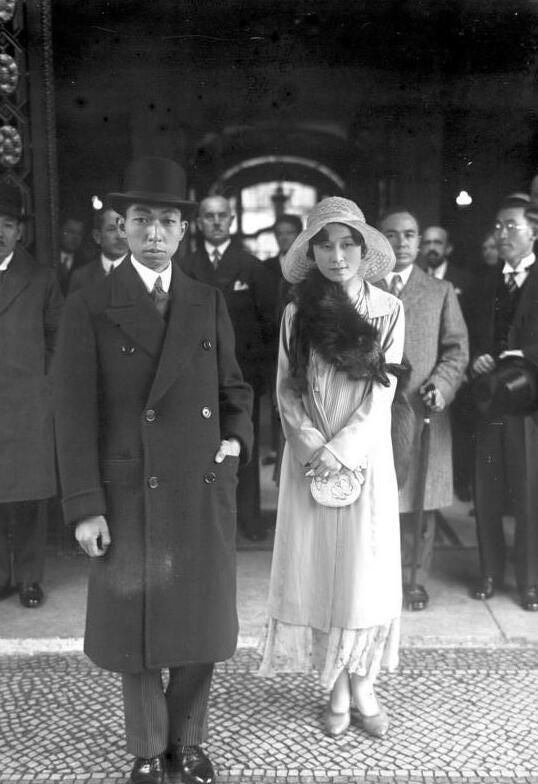
1930年（昭和5年）、ドイツにて高松宮と。ベルリンのホテル・アドロン前

1929年（昭和4年）に女子学習院本科を卒業。翌1930年（昭和5年）2月4日、18歳で宣仁親王と結婚。同日付で、勲一等に叙され、宝冠章を授与された。明治天皇の孫と徳川慶喜の孫の結婚とあって、「公武合体」と話題を呼んだ。
その2か月後、昭和天皇の名代となった宣仁親王と共に14か月にわたり欧米を歴訪した。1930年（昭和5年）には日本赤十字社名誉社員の称号を受ける。
実母の實枝子を結腸癌で亡くしたのを機に癌の撲滅に関わるようになる。1934年（昭和9年）には、財団法人「がん研究会」（癌研・がん研）にラジウムを寄付し、その後も癌研を支援した。1949年（昭和24年）からは日本赤十字社の名誉副総裁に推戴された。
1968年（昭和43年）には、高松宮妃癌研究基金の設立に関与するなど、生涯を通して癌撲滅に関与した。しかし、後に夫・宣仁親王を肺癌で失い、さらに晩年は自らも癌と闘うこととなった。
1987年（昭和62年）2月3日、宣仁親王と死別する。その6年後に発見された親王の日記は、1921年（大正10年）1月1日から1947年（昭和22年）11月にかけての、皇族および海軍の貴重な資料で、喜久子妃により1995年（平成7年）から『高松宮日記』（中央公論社）全8巻として刊行された。
1998年（平成10年）にはエッセイ『菊と葵のものがたり』（中央公論社）を上梓。
ハンセン病患者の救済運動にも関わり、1993年（平成5年）の高松宮記念ハンセン病資料館（後の国立ハンセン病資料館）の設立に尽力した。また、日仏会館の総裁として日仏交流にも尽くしたことが業績として挙げられる。
2000年（平成12年）6月16日に香淳皇后が崩御すると、喜久子妃は皇族最年長者となった。翌2001年（平成13年）12月の敬宮（愛子内親王）の誕生に際しては、もし男児が誕生しなければ 「女性の皇族が第百二十七代の天皇さまとして御即位遊ばす場合のあり得ること、それを考えておくのは、長い日本の歴史に鑑みて決して不自然なことではないと存じます」との一文を『婦人公論』2002年1月22日号に寄せている。
2003年（平成15年）に乳癌が発見され、翌年2月にはその摘出手術を受けた。一時体調は安定し6月には退院したが、8月に再度入院し10月18日には人工透析のための手術を受けていた。
2004年（平成16年）11月、行く末を気に掛けていた紀宮（後の黒田清子）の婚約が報道された時は、非常に喜んだという。
2004年（平成16年）12月18日午前4時24分、聖路加国際病院で敗血症のため薨去した、92歳没。93歳の誕生日のわずか8日前で、この日は清子内親王と黒田慶樹との婚約内定発表会見が予定されており、病室でもテレビ中継が視聴できるよう準備されていたが、妃の薨去によって会見は同年12月30日に延期された。
葬儀は豊島岡墓地で斂葬の儀が行われたのち、落合斎場で火葬され、同墓地内の墓所に葬られた。高松宮は後継となる子孫がいないため喜久子妃の薨去で廃絶。同宮家が祭祀を継いだ有栖川宮ともども、これで系統が途絶えることとなった。
母の實枝子から書道の有栖川流を継承し、文仁親王や正仁親王妃華子に自ら手ほどきをした。

## 栄典

### 勲章（国内）
- 1930年（昭和5年）2月4日 - 勲一等宝冠章[7]
- 1940年（昭和15年）8月15日 - 紀元二千六百年祝典記念章[9]

### 外国勲章
国名等は受章当時。日付は、日本の官報で受章した（捧呈された）日付、又は当該国官報等で授与された日付のうち、早い方。
- 1930年（昭和5年）11月4日 -  スペイン王国 : マリア・ルイサ王妃貴婦人勲章（英語版）[10]
- 1930年（昭和5年）11月12日 -  ポルトガル : 聖ヤコブの剣勲章（英語版）頸飾[11]
- 1931年（昭和6年）1月5日 -  ユーゴスラビア王国：聖サヴァ勲章大綬章[12]

## 系譜
| 喜久子 | 父: 徳川慶久（公爵） | 祖父: 徳川慶喜（公爵）     | 曾祖父: 徳川斉昭（水戸藩主）       |
| 喜久子 | 父: 徳川慶久（公爵） | 祖父: 徳川慶喜（公爵）     | 曾祖母: 吉子女王                   |
| 喜久子 | 父: 徳川慶久（公爵） | 祖母: 新村信               | 曾祖父: 松平政隆                   |
| 喜久子 | 父: 徳川慶久（公爵） | 祖母: 新村信               | 曾祖母: -                          |
| 喜久子 | 母: 實枝子女王       | 祖父: 威仁親王（有栖川宮） | 曾祖父: 幟仁親王（有栖川宮）       |
| 喜久子 | 母: 實枝子女王       | 祖父: 威仁親王（有栖川宮） | 曾祖母: 森則子                     |
| 喜久子 | 母: 實枝子女王       | 祖母: 慰子                 | 曾祖父: 前田慶寧（加賀藩主・侯爵） |
| 喜久子 | 母: 實枝子女王       | 祖母: 慰子                 | 曾祖母: 久徳扶伝                   |

- 弟：徳川慶光（1913年 - 1993年） - 公爵
- 妹：榊原喜佐子（1921年 - 2013年[13]）、回想記を3冊著している（各草思社）。

夫は榊原政春、長男は榊原政信
- 妹：井手久美子（1922年 - 2018年）[14]

回想記『徳川おてんば姫』（東京キララ社、2018年）がある。
父方の祖父は最後の征夷大将軍で後に公爵となった徳川慶喜。祖父の名の慶喜と、父の名の慶久それぞれ一文字を取り、喜久子と名づけられた。
秩父宮妃勢津子とは、義姉妹であり、四従姉妹でもある（勢津子の祖父・松平容保と喜久子の祖父徳川慶喜が又従兄弟同士であるため。容保の祖父・松平義和と慶喜の祖父・徳川治紀が兄弟）。

## 人物
- 皇族の立場にありながら、自らの意思を明確に示す性格であったようで、宣仁親王の死因が「肺癌」であったことをはっきり公表し[注釈 4]、宣仁親王の遺体を剖検に付する勅許を昭和天皇に求めた[注釈 5]。
- 有栖川宮に代々伝わってきた有栖川流書道を母から継承しており、秋篠宮文仁親王や常陸宮妃華子にこの流儀を指南した。 有栖川流書道の伝承者であったため、女子学習院時代は「悪い癖がつくといけないから」との理由で書道の時間には授業を受けずに一人別室で絵の授業を受けていた。書道の授業は、著名な歌人で書家の尾上柴舟が担当しており、面白いと聞きのちに本人は受けてみたかったと語っている。
- 若き日に秩父宮妃勢津子らとともに変装して東京名物はとバスのツアーに紛れ込んだり、一人で車を運転中に制限速度超過で白バイに検挙されそうになり、宮内庁から苦言を呈されたという。結婚前は、べらんめえ口調のおしゃまなお姫様として有名であったらしく、生前の喜久子妃を知る者の多くが「粋な方であった」との印象を語っている。
- かつては、香淳皇后、秩父宮妃と共に、皇太子明仁親王（当時）と正田美智子の結婚に対して“（旧）平民から（妃が来る）とはとんでもない話”と批判的な立場をとった[15]。以来たびたび反感を示したとされるが、晩年には美智子の子である紀宮清子内親王らが、血の繋がりがないにもかかわらず孫のような存在だったという。
- 最後の将軍・徳川慶喜の孫であるので、NHK会長（当時）の海老沢勝二に招かれ、自身の祖父が主人公でもあった1998年（平成10年）の大河ドラマ『徳川慶喜』の収録現場を訪れ、主演の本木雅弘を質問攻めにした。
- 臨終の場となった聖路加国際病院は、日野原重明が名誉院長を務めていた。日野原と同年齢であったことからこの病院に入院。日野原の存在が闘病生活の支えになっていたことが、薨去後の関係者の証言で明らかになっている。
- 戦争も終わりに近づき、1945年（昭和20年）5月22日の空襲で宮城も大宮御所も秩父宮邸も全焼となり、高松宮邸のみが災害を逃れた。宮城も全部焼失したというので喜久子妃が急遽、皇太后（貞明皇后）の所へ参上したら、防空壕の中におり、「これで私も国民と同じになった」と述べ、それに対して喜久子妃は「うちだけ残ってしまって申し訳ないという想いがあった」ので「いっそ火をつけて焼いてしまおうか」と述べた[16]。

## 著書
- 高松宮妃喜久子『菊と葵のものがたり』中央公論社、1998年11月。ISBN 978-4120028397。
  - 高松宮妃喜久子『菊と葵のものがたり』中公文庫、2002年1月。ISBN 978-4122039599。
- 共著『思い出の昭和天皇　おそばで拝見した素顔の陛下』（光文社カッパ・ブックス、1989年12月）